# 伍德伯里 (明尼蘇達州)
伍德伯里（英語：Woodbury）是美國明尼蘇達州華盛頓縣的一座城市，與橡谷、萊克埃爾莫 (明尼蘇達州)、阿夫頓、卡特居格羅夫、紐波特等城市比鄰。2020年美國人口普查伍德伯里有75,102人，是明尼蘇達州人口排名第八的城市。